# Multimodale Therapie (Kinder- und Jugendpsychiatrie und -psychotherapie)
Als multimodale Therapie wird in der Kinder- und Jugendpsychiatrie und -psychotherapie die Kombination verschiedener therapeutischer Ansätze (Psychotherapie, Pharmakotherapie, Psychoedukation, Elterntraining u. a.) zur Behandlung – vorwiegend von Aufmerksamkeitsdefizit-/Hyperaktivitätsstörungen (ADHS) – bezeichnet. Ein im deutschen Sprachraum verbreitetes Konzept wurde vor allem von Manfred Döpfner und Hans-Christoph Steinhausen entwickelt und in verschiedenen interprofessionellen Zentren angewendet.

## Begriffsabgrenzung
Die multimodale Therapie bei Kindern und Jugendlichen beinhaltet die Verknüpfung verschiedener Modalitäten in einer Behandlung. Die Durchführung obliegt einem interprofessionellen Team aus Kinder- und Jugendlichentherapeuten. Üblicherweise wird die multimodale Therapie bei Kindern und Jugendlichen unter fachärztlicher Leitung im Bereich der Kinder- und Jugendpsychiatrie und -psychotherapie durchgeführt. Spezifische multimodale psychotherapeutische Behandlungsprogramme und -manuale für Kinder und Jugendliche beinhalten oft Gruppenmodule (u. a. Gruppenpsychotherapie).
Multimodale kinder- und jugendtherapeutische Programme zielen vor allem auf expansive Störungsbilder wie ADHS, auf aggressives Verhalten, Adipositas und im Zuge der multimodalen Schmerztherapie auf Schmerzstörungen ab. Multimodale Therapien werden in Deutschland auch bei anderen kinderpsychiatrischen Störungsbildern angewandt.
Andere Formen der multimodalen Therapie sind die multimodale Schmerztherapie, die multimodale internistische Therapie (z. B. multimodale Diabetes-Therapie oder multimodale Therapie von Karzinomen) und die multimodale Verhaltenstherapie (nach Arnold A. Lazarus) oder multimodale Psychotherapie, welche nicht spezifisch auf Kinder und Jugendliche ausgerichtet sind.

## Therapiekonzepte
Die Verknüpfung und gemeinsame Anwendung der besten möglichen Therapiemethoden ist die Grundidee von multimodalen Therapieansätzen. Verschiedene Therapien, verschiedene Behandlungsmethoden und das Know-how verschiedener Berufsgruppen können gebündelt werden:
Im einzeltherapeutischen Behandlung arbeiten das Kind oder der Jugendliche mit einem erwachsenen Therapeuten. Arbeitsthemen können die Anwendung psychotherapeutischer Techniken, Tests, Gespräche, Übungen, Rollenspiele oder künstlerische Ausdrucksarbeit sein.
In der Gruppenpsychotherapie werden therapeutische Techniken in einer Gruppe von mehreren Kindern oder Jugendlichen angewandt. Die Resonanz der Gleichaltrigen verstärkt dabei die therapeutischen Prozesse.
In der familientherapeutischen Behandlung ist die Interaktion zwischen den Familienmitgliedern im Blick. Psychoedukation hat zum Ziel, den Umgang mit Problemverhalten zu verbessern.
Das Behandlungsteam eines modernen Kinder- und Jugendtherapeutischen Zentrums setzt sich meistens zusammen aus Fachärzten für Kinder- und Jugendpsychiatrie, Kinderpsychotherapeuten, Sozialarbeitern, Psychologen, Kunsttherapeuten und gegebenenfalls weiteren Fachtherapeuten wie Musiktherapeuten, Tanztherapeuten, Ergotherapeuten, Logopäden und Lerntherapeuten.
Die ärztliche Leitung eines solchen Zentrums ermöglicht, dass die Patienten bestmöglich differenzialdiagnostisch abgeklärt werden können und dass bei Bedarf, gleichzeitig zur Anwendung psychotherapeutischer Techniken, der Einsatz von Medikamenten geprüft werden kann. Viele Studien belegen, dass indikationsgerechte psychopharmakologische Interventionen bei ernsthaften psychischen Störungsbildern die Wirkung psychotherapeutischer Interventionen deutlich verstärken können.